# TRIBE VANGUARD
TRIBE VANGUARD（トライブ・ヴァンガード）は、日本のプロレス団体DRAGON GATEにかつて存在したユニット。

## 概要

### 結成前
2016年2月14日、鷹木信悟がジミー・ススムとのドリームゲート戦に敗北。その時、鷹木はYAMATOがススムに投げつけた塩が自分に誤爆したから負けたと主張して鷹木とYAMATOの間に亀裂が走る。そして、この揉め事がきっかけで当時YAMATOが所属していたVerserKが鷹木派（鷹木信悟、サイバー・コング、Kotoka）とYAMATO派（YAMATO、土井成樹、谷嵜なおき）に分裂する。
6人の亀裂は塞がることなく5月5日の金網マッチに出場。試合終盤にYAMATOが土井と谷嵜に裏切られ、孤立するもKzy、ヨースケ♡サンタマリア、さらに当時欠場中だったB×Bハルクのアシストを受け、エスケープに成功したが試合後、VerserKを追放される。試合後、ハルクはマイクでKzy、マリアとユニット結成を計画していたと公表。そこに行き場を失ったYAMATOを加えて新ユニットを結成した。

### 2016年
5月28日、札幌大会でユニット名を「TRIBE VANGUARD」と発表。
6月12日、博多大会でYAMATOがビッグR清水を破り、KING OF GATE初優勝。直後に鷹木の持つドリームゲート王座への挑戦を表明。
6月26日、和泉大会でハルク、Kzy、Xの3人で神戸ワールド記念ホール大会でMONSTER EXPRESSの持つオープン・ザ・トライアングルゲート王座挑戦を表明、Xの正体を7月2日の京都大会で明かすとした。また、Eitaの挑戦表明をマリアが受諾、神戸ワールド記念ホール大会でのタイトルマッチが決定した。
7月2日、京都大会でフラミータが登場。Xの正体はフラミータだったこと分かった。
7月24日、神戸ワールド記念ホール大会でYAMATOが鷹木からドリームゲート王座を奪取したが、マリアはEitaに敗れ王座陥落、ハルク・Kzy・フラミータも王座奪取はならなかった。
9月22日、大田区総合体育館大会でYAMATOが戸澤陽相手にドリームゲート初防衛に成功、ハルク・Kzy・マリアはジミーズの持つトライアングルゲート王座に挑戦したが王座奪取はならなかった。
11月10日、後楽園大会で土井がYAMATOの持つドリームゲート王座に挑戦を表明。
11月23日、佐賀大会でYAMATOが土井の王座挑戦を受諾、12月の福岡国際センター大会でのドリームゲート戦が決定。
12月25日、福岡国際センター大会でYAMATOが土井相手にドリームゲート防衛に成功。

### 2017年
1月15日、京都大会でKzy・マリアがCIMA・ドラゴン・キッド(CK-1)の持つオープン・ザ・ツインゲート統一タッグ王座挑戦を表明、2月12日博多大会でのタイトルマッチが決定した。
1月18日、後楽園大会で年明けから不調のハルクに奮起を促すべくYAMATOがドリームゲート戦の挑戦者にハルクを逆指名、ハルクもこれに応じ次回後楽園大会でのドリームゲート戦が決定。
2月2日、後楽園大会でYAMATOがハルク相手にドリームゲート防衛に成功。試合終了後、VerserKが乱入しサイバー・コングが王座挑戦を表明。
2月12日、博多大会でKzy・マリアがCK-1の持つツインゲート王座に挑戦したが王座奪取はならなかった。試合後、Kzyはハルクとのタッグ(NORTH TRIBE #011)で再挑戦を表明、王者組も了承した。
3月5日、大阪大会でYAMATOがサイバー相手にドリームゲート初防衛に成功、NORTH TRIBE #011はCK-1の持つツインゲート王座に挑戦したが王座奪取はならなかった。
5月5日、愛知県体育館で行われた金網戦にYAMATO、ハルクが出場。
7月24日、神戸ワールド記念ホール大会でYAMATOがT-Hawk相手にドリームゲート王座防衛に成功。ハルク、Kzy、マリアはトライアングルゲート挑戦者決定1dayトーナメントに出場するも1回戦敗退。
9月18日、大田区大会でYAMATOが望月成晃に敗れドリームゲート王座陥落。
11月3日、大阪府立体育会館大会でYAMATO、ハルク、Kzyがトライアングルゲート王座奪取。
11月26日、仙台大会でヴェルセルク相手にトライアングルゲート王座初防衛に成功。
11月28日、神戸サンボーホール大会でOVER GENERATIONとのコントラマッチに勝利し、U-Tを加入させることに成功。
12月11日、京都大会でMaxiMuM（土井、吉野正人、ジェイソン・リー）のトライアングルゲート挑戦表明を受諾、12月23日・福岡国際センター大会での防衛戦が決定。
12月23日、福岡国際センター大会でマキシマムに敗れトライアングルゲート王座から陥落。

### 2018年
1月16日、後楽園大会でKzyが望月に勝利し、ドリームゲート挑戦を表明。
2月7日、後楽園大会でKzyが望月の持つドリームゲート王座に挑戦も激闘の末、敗戦。試合後、現世代との闘いを求めKzyがユニットを離れた。
3月3日、大阪大会でYAMATO・マリア・フラミータがマキシマムの持つトライアングルゲート王座に挑戦。
3月18日、名古屋大会でYAMATOが5月6日・愛知県体育館大会で行われる金網戦に参戦することが決定。
4月1日、神戸サンボーホール大会でU-Tがブレイブゲート王座決定トーナメントに出場。
4月6日、後楽園大会で新ブレイブゲート王者となったドラゴン・キッドにマリアが挑戦表明、5月6日・愛知県体育館大会での王座挑戦が決定。
5月6日、愛知県体育館大会でYAMATOが金網戦に出場、脱出に成功する。また、マリアがキッドが保持するブレイブゲート王座に挑戦。なお、この日Kagetoraが新たに加入した。
6月9日、YAMATOがKING OF GATE 2018決勝戦で吉野と対決し、敗れる。
6月10日、カゲトラ・マリアがビッグR清水・Ben-K（ビッグBen）の持つツインゲート王座に挑戦。
6月16日、京都大会でYAMATO・ハルクがビッグBenの持つツインゲート王座への挑戦を表明、7月22日・神戸ワールド記念ホールでの王座挑戦が決定。
7月22日、神戸ワールド記念ホール大会でYAMATO・ハルクがビッグBenの保持するツインゲート王座に挑戦、王座奪取に成功する。
8月5日、名古屋大会でU-Tが堀口元気に勝利。試合後、カゲトラ・マリアとのトリオでKzy・堀口・横須賀ススムの保持するトライアングルゲート王座挑戦を表明。王者組も承諾し、9月9日仙台大会での王座挑戦が決定。
8月7日、後楽園大会でYAMATO・ハルクが土井・清水組相手にツインゲート王座初防衛戦に臨むが試合終盤にアンチアスが乱入、清水が土井を裏切りアンチアスに加勢、収拾がつかなくなり無効試合となる。
9月9日、仙台大会でYAMATO・ハルクがドン・フジイ・斎藤了組相手にツインゲート王座初防衛に成功。カゲトラ・マリア・U-Tはトライアングルゲート王座に挑戦。
9月24日、大田区大会でYAMATO・ハルクが望月成晃・シュン・スカイウォーカー組相手にツインゲート王座を防衛。
11月4日、大阪府立体育会館大会でYAMATO・ハルクが清水・吉田隆司組相手にツインゲート統一タッグ王座を防衛。
12月4日、後楽園大会でU-Tがこれまで抗争を繰り広げてきた望月道場のシュンとシングルマッチ。20分時間切れ引き分けに終わるも、試合後、シュンのセコンドの望月からも高評価を受ける。しかし、抗争は終わることなく、他の若手選手を巻き込んで翌春の若手トーナメントへと発展する。
12月20日、2日前の後楽園大会でハルクが首を負傷。これによりYAMATO・ハルクは保持していたツインゲート王座を返上、代替となる新王者決定4WAYマッチにはYAMATO・カゲトラ組、フラミータ・バンディード組がエントリー。
12月23日、福岡国際センター大会でYAMATO・カゲトラ・フラミータがツインゲート統一タッグ王座決定戦に出場。

### 2019年
1月12日、京都大会でYAMATOとタッグを組んだKAIが試合後、サポートメンバーとして加入。若手トーナメントに出場したU-Tは箕浦康太に勝利し、準決勝進出を決める。
1月13日、大阪大会でYAMATO、KAI、カゲトラのトリオでR・E・Dに勝利を収める。若手トーナメント準決勝に出場したU-Tは石田凱士に敗北、吉岡勇紀との3位決定戦に回る。
4月28日、福岡大会でYAMATO・KAIがビッグBenの保持するツインゲート統一タッグ王座に挑戦、王座奪取に成功する。
5月6日、YAMATOが金網戦にエントリー、脱出に成功する。また、U-Tは横須賀ススムの保持するブレイブゲート王座に挑戦。
7月21日、神戸ワールド記念ホール大会での6人タッグ3way戦でハルクが復帰。YAMATO・KAIはツインゲート王座防衛戦に臨むも王座陥落。
12月15日、福岡国際センター大会にて、ツインゲート王者組Eita・ビッグR清水にYAMATO・B×Bハルクが挑戦し、全知全能のフランケンシュタイナーでベルトを取り戻した。（前回の陥落は怪我による返上のため）
12月18日、土井ダーツスペシャル4way6人タッグ戦にて、YAMATOに、R・E・D の赤鬼が袋で強打し、Eitaが3カウント。試合後、赤鬼袋から取り出したのはツインゲート。正体はB×Bハルクと判明し、怪我を負わせたKAIへの怒りを理由に、TRIBE VANGUARDを離脱した。また、ベルトは返上となった。

## メンバー
- YAMATO（リーダー）
- Kagetora（2018年5月6日加入）
- フラミータ
- ヨースケ♡サンタマリア
- U-T（2017年11月28日加入）

## サポートメンバー
- KAI（2019年1月12日加入）

## 元メンバー
- Kzy（2018年2月7日離脱）
- B×Bハルク（2019年12月18日離脱）

## 戦績
- オープン・ザ・ドリームゲート王座

第25代：YAMATO
（2016年7月24日獲得、2017年9月18日陥落/防衛6回）
- オープン・ザ・ブレイブゲート王座

第29代：ヨースケ♡サンタマリア
（2016年3月5日獲得、2016年7月24日陥落/防衛2回）
- オープン・ザ・トライアングルゲート王座

第61代：YAMATO&B×Bハルク&Kzy
（2017年11月3日獲得、2017年12月23日陥落/防衛1回）
- オープン・ザ・ツインゲート統一タッグ王座

第43代：YAMATO&B×Bハルク
（2018年7月22日獲得、2018年12月20日返上/防衛3回）
第45代：YAMATO&KAI
（2019年4月28日獲得、2019年7月21日陥落/防衛0回）
第47代：YAMATO&B×Bハルク
（2019年12月15日獲得、2019年12月21日返上/防衛0回）
- KING OF GATE優勝

YAMATO（2016年）
- プロレス大賞殊勲賞

YAMATO（2017年）